# Zvodno
Zvodno – wieś w Słowenii, w gminie miejskiej Celje. W 2018 roku liczyła 277 mieszkańców. 